# Bataille de Las Queseras del Medio
Campagne d'Apure
(Guerre d'indépendance du Venezuela)
Batailles
m
- La Gamarra
- Las Queseras del Medio

La bataille de Las Queseras del Medio, ou le combat de la Mata del Herradero, 
est une action militaire exceptionnelle réalisée le 2 avril 1819 dans l'actuel État d'Apure du Venezuela dans lequel l'historiographie vénézuélienne dit que le héros de son indépendance José Antonio Páez, accompagné de 153 lanciers, remporte la bataille contre 1 200 cavaliers des forces espagnoles, étant la bataille la plus célèbre commandée par Paez et où la phrase célèbre est prononcée : "¡Vuelvan caras!" (tactique de contre-attaque de cavalerie qui simulait une fuite, commune des deux côtés). Les auteurs espagnols se réfèrent au combat de la Mata del Herradero dans le cadre de la campagne des marches et batailles successives de Bolívar dans l'intérieur du Venezuela.

## Antécédents
Au début de 1819, les patriotes se sont emparés de la Guyane, dans l'est du Venezuela, et disputent les lignes de l'Orénoque. Bolívar a désigné comme capitale provisoire de la République la ville d'Angostura (aujourd'hui Ciudad Bolivar) et y a cofondé et dirigé un Conseil de Gouvernement, un Conseil d'État, plusieurs tribunaux avec une Haute Cour, et un tribunal de commerce. Il établit des relations avec divers pays, a convoqué un Congrès pour lequel le peuple est appelé aux élections le 8 février 1819 avec des représentations des provinces libérées en partie : Barinas, Barcelona, Caracas, Guayana et Margarita, ainsi que ceux de Casanare et autres de la Nouvelle-Grenade. Le Congrès d'Angostura approuve une nouvelle Constitution dans laquelle une République centrale est établie, la future Grande Colombie.
Bolivar a été élu à la présidence, mais laisse cette charge au vice-président, Francisco Antonio Zea, pour s'occuper de la campagne militaire.

## La bataille

### Mouvements préliminaires
Bolivar se prépare à une nouvelle campagne après l'échec de l'année 1818 à Caracas. Pendant ce temps, le chef royaliste Pablo Morillo se prépare à rechercher des armées patriotiques dans les affluents de l'Orénoque. À cet effet, il rassemble une armée composée de 8 500 soldats parfaitement équipés et préparés, 6 pièces d'artillerie et tout le matériel de guerre nécessaire. À la fin de janvier 1819, il franchit le río Apure à la recherche des forces républicaines, composées de 2 000 fantassins mal équipés et d'un nombre équivalent de cavaliers, auxquels se sont joints les cavaliers llaneros du général José Antonio Páez.
Après de nombreuses marches et contre-marches, continuellement harcelé par la cavalerie de Paez, Morillo établit son quartier général à Achaguas, et part chercher Bolivar aux commandes de ses légions.
L'armée royaliste est en avance sur sa rencontre et est placée dans des positions privilégiées. Les patriotes se retirent à la recherche d'un terrain convenable aux manœuvres de leur cavalerie qui prévaut sur l'excellente infanterie de l'armée espagnole. Ils traversent le río Arauca et campent sur sa rive droite. Morillo les suit et, à l'aube du 3 avril 1819, apparaît sur la rive gauche de la rivière, dans le champ de "Las Queseras".

### La traversée du río Arauca
Les deux armées, face à face, seulement séparées par l'Arauca, se préparent au combat. Pour le démarrer, il faut traverser la rivière, mais la prudence conseille aux deux parties de ne pas faire ce premier pas. L'attente impatiente Bolivar, et il commande à Páez de choisir 150 de ses meilleurs cavaliers et de faire une reconnaissance de l'ennemi.
Paez et ses llaneros traversent la rivière à deux milles et se jette résolument contre le centre de la ligne espagnole. Les royalistes sont surpris de l'audace de cette poignée de patriotes qui se dirigent vers une mort certaine. Les fusils et les batteries royalistes font feu, rejetant cette première attaque. Morillo pense que c'est une ruse de Bolivar. Pour le perturber, et sans cesser de surveiller attentivement l'armée républicaine, il déplace son armée : deux bataillons occupent la rive pour empêcher Paez de revenir et la cinquième division décrit une courbe entourant les llaneros à gauche. Páez et ses lanciers continuent d'attaquer à travers le centre, puis un flanc et un autre; ils provoquent la cavalerie espagnole, et ils essaient d'échapper au cercle de feu dont ils sont entourés.

### "¡Vuelvan caras!"
Le chef du llanero, à la tête de 150 cavaliers, brise les rangs royalistes et, à travers la brèche, les héros, qui prétendent être vaincus, partent vite. Morillo ordonne aux lanciers, hussards, dragons et carabiniers, 1 200 cavaliers (toute sa cavalerie) de charger les assaillants et de les détruire.
Les forces de Paez, divisées en sept groupes qui chevauchent en lignes parallèles, courent vite, d'abord, puis une demi-bride. Ils se regroupent un seul peloton. Les soldats de Morillo, excités, s'éloignent de plus en plus du reste de l'armée. La distance qui sépare les persécuteurs des persécutés est déjà de quelques mètres. Ils ont parcouru deux milles. Soudainement, Páez lève sa lance et son cri célèbre est entendu: "¡Vuelvan caras!".
Les llanéros font faire demi-tour à leurs chevaux, affrontent l'ennemi et se lancent contre eux au galop. La première rangée de la cavalerie espagnole roule par terre; la seconde hésite, mais elle est aussi enfoncée par les patriotes; la troisième subit le même sort, et le centre, rendue incapable de manœuvrer par les chevaux des rangs brisés, recule en désordre devant la poussée des contre-attaquants, et, précipitée à la hâte, écrase ceux qui viennent derrière, contre lesquels ils se battent, créant une confusion telle qu'elle empêche la manœuvre avec succès à une cavalerie aussi formidable qui s'enfuit au galop à la recherche de l'abri de son infanterie.
Morillo comprend que cette bousculade de cavaliers royalistes qui se retirent va submerger et détruire sa propre armée, et ordonne de lui tirer dessus, contribuant ainsi à la destruction que les llaneros ont commencé. Devant l'impossibilité de contenir cette vague, l'armée espagnole se déplace précipitamment vers une forêt voisine, où son épaisseur et la chute de la nuit favorisent la retraite honteuse. Là, la cavalerie persécutée trouve aussi un abri, mais pas avant que les llaneros fassent d'autre dégâts dans ses rangs jusqu'à ce qu'ils atteignent l'orée de la forêt.

## Reconnaissance
Bolívar a félicité Páez et ses hommes en ces termes : 

« A los Bravos del Ejército de Apure.
¡Soldados!: Acabáis de ejecutar la proeza mas extraordinaria que puede celebrar la historia militar de las naciones. Ciento y cincuenta hombre, mejor diré ciento y cincuenta Héroes, guiados por el impertérrito General Páez, de propósito deliberado han atacado de frente a todo el ejército español de Morillo. Artillería, infantería, caballería, nada ha bastado al enemigo para defenderse de los ciento y cincuenta compañeros del intrepidísimo Páez. Las columnas de caballería han sucumbido al golpe de nuestras lanzas; la infantería ha buscado asilo en el bosque;los fuegos de su cañones han cesado delante de los pechos de nuestros caballos. Solo las tinieblas habrían preservado a ese ejercito de viles tiranos a una completa y absoluta destrucción.
¡Soldados!: Lo que se ha hecho no es más que un preludio de lo que podéis hacer. preparaos al combate, y contad con la victoria que lleváis en las puntas de vuestras lanzas y vuestras bayonetas.
  Cuartel general en los Potreritos Marrereños, a 3 de abril de 1819. »

— BOLÍVAR

## Conséquences
La victoire militaire écrasante de José Antonio Páez dans la bataille des Queseras del Medio, a contribué à accroître sa renommée en tant que "La Première Lance des Llanos". En ce sens, Bolívar a décoré Paez et ses braves llaneros avec l'Ordre des Libérateurs.
En conséquence, 400 soldats Morillo sont morts, et du côté de Paez, seulement 2 de ses soldats sont morts.